# Vaivari (przystanek kolejowy)
Vaivari (ros. Вайвари) – przystanek kolejowy w miejscowości Jurmała, na Łotwie. Położony jest na linii Ryga (Torņakalns) - Tukums.